# Cipriano da Costa Ferreira
Cipriano da Costa Ferreira (Santana do Livramento, 31 de agosto de 1861 - Porto Alegre, 31 de julho de 1933) foi um militar (general do exército) e político brasileiro. Ingressou no Exército em 1877, sendo promovido a tenente em 1884 e a capitão em 1890, combatendo na Revolução Federalista acabou conhecido pelo bom desempenho no Combate do Arroio Traíras em 6 de novembro de 1894.
Quando tenente-coronel entrou com pedido no Ministério da Guerra, no dia 25 de julho de 1910, para que seus atos de bravura fossem considerados na promoção a major a partir de 6 de novembro de 1894, e não a partir de 18 de julho de 1902. O presidente da República Hermes da Fonseca, após parecer do Supremo Tribunal Militar, indeferiu o pedido por considerá-lo extemporâneo, e por abrir precedentes aos demais combatentes, o que abalaria a segurança jurídica.
Foi presidente de Mato Grosso, de 23 de agosto a 30 de novembro de 1917.